# 김길자
김길자(金吉子, 1948년 ~ )는 대한민국의 시인이다. 전라북도 김제에서 태어났으며, 문학과 의식 신인상으로 문단 활동을 시작하였다. 현재 한국시인협회 회원과 한국문인협회 회원(정책개발위원회위원)으로 활동 중이다.

## 등단작
- 기다림
- 마음
- 산수유가 햇살 뜨기를 한다

## 저서
- 『늦깎이 사랑』문학과 의식, 2003, 시집
- 『그래서 또, 가고 싶다』문학과 의식, 2005, 시집
- 『나는 진화중이다』문학과 의식, 2008, 시집
- 『장미예식장』시안, 2012, 시집
- 『화려한 외출,』계간문예, 2018, 시집